# Psychoda albipennis
Psychoda albipennis és una espècie de dípter pertanyent a la família dels psicòdids present a Euràsia (entre d'altres, Turquia, la Xina, Noruega, les illes Britàniques, l'Estat espanyol -incloent-hi Catalunya-, França, Bèlgica, els Països Baixos, Alemanya, Dinamarca, Suècia, Suïssa, Itàlia, Àustria, Hongria, Bulgària, el territori de l'antiga República Federal Socialista de Iugoslàvia, etc.) i Tristan da Cunha (on fou introduït).
Viu als fems i entre vegetació en descomposició.
Hom creu que pot produir miasi urogenital en els humans, ja que n'hi ha casos documentats a Turquia, Escòcia i la Xina.